# Do Rio a São Paulo Para Casar
Do Rio a São Paulo Para Casar é um filme brasileiro dos gêneros comédia e drama, dirigido por José Medina em 1922. Foi produzido pela Rossi-Film e roteirizado por Canuto Mendes de Almeida. Estreou em 30 de abril de 1922 no Cinema República, em São Paulo.
A produção contou com um arranjo de orquestra, composta pelo maestro Martinez Grau, ele mesmo havendo feito a regência na noite de estreia. É considerado um filme perdido.

## Enredo
Baseado no depoimento de José Medina
O filme conta a história de um rapaz carioca que fica conhecendo uma moça paulista que estava passando as férias no Rio de Janeiro, e se apaixona por ela. Quando a moça volta para São Paulo, os dois se correspondem e, ao fim de certo tempo, resolvem se casar. 
O rapaz vem para São Paulo, e então descobre que fez uma confusão de nomes; o tempo todo estava se correspondendo com a prima da moça pela qual se apaixonou. Fica desesperado, sem saber o que fazer, nem como desfazer o mal-entendido. 
Em lugar da linda noiva que esperava encontrar, estava a horrorosa prima. No final da história, depois de mil quiproquós, o mal-entendido se esclarece e o rapaz se casa com a moça de quem gostava.

## Elenco
- Waldemar Moreno
- Antonio Marques Filho como Vilão
- Calvus Rey
- Maria Fuina
- Nicola Tartaglione
- José Guedes de Castro

## Preservação
Assim como outros filmes de Medina, todas as cópias de Do Rio a São Paulo Para Casar foram perdidas em incêndios na Cinemateca Brasileira e no laboratório da Rossi Film. Apenas poucas fotografias de cena e divulgação sobreviveram, sendo esse o único material disponível do filme.